# Peter Wykeham
Peter Guy Wykeham (Sandhurst, 13 settembre 1915 – Stockbridge, 23 febbraio 1995) è stato un militare e aviatore britannico, asso dell'aviazione durante la seconda guerra mondiale, accreditato di 14 vittorie singole e tre condivise. Decorato con l'Ordine del Bagno, due volte con il Distinguished Service Order, due volte con la Distinguished Flying Cross, con l'Ordine dell'Impero Britannico, e con l'Air Force Cross.

## Biografia
Nacque, con il cognome Wykeham-Barnes, a Sandhurst, Surrey, il 13 settembre 1915. Nel 1932 si arruolò nella Royal Air Force ad Halton, in qualità di apprendista, diventando tre anni dopo cadetto presso il RAF College di Cranwell.
Entrato in servizio nel 1937, fu assegnato al No.80 Squadron RAF, con il quale si recò in Egitto all'inizio del 1938. Più tardi, nello stesso anno, fu inviato in Palestina per un mese per operare contro i dissidenti arabi, ricevendo per questo un Certificato di Condotta Distinta dal GOC, le Forze Armate Britanniche. Quando il 10 giugno 1940 il Regno d'Italia entrò nella seconda guerra mondiale egli si trovava di stanza presso con il No.80 Squadron RAF presso la la base di Amriya con il compito di fornire protezione aerea al porto di Alessandria d'Egitto. Il suo squadron era equipaggiato con 22 caccia biplani Gloster Gladiator e un monoplano Hawker Hurricane Mk.I. Volando a bordo dell'Hurricane il 17 giugno conseguì la le sue prime vittorie aerea abbattendo su Sollum due caccia Fiat C.R.42 Falco, uno pilotato dal sergente maggiore Ugo Corsi e uno pilotato dal tenente colonnello Armando Piragino. Il 4 agosto conseguì, volando su un Gloster Gladiator, una nuova doppietta abbattendo su Bir Taieb el Esem un cacciabombardiere Breda Ba.65 Nibbio e un caccia Fiat C.R.32, cui seguì l'8 dello stesso mese un C.R.42 distrutto di Bir El Gobi e il giorno 17 contribuì alla distruzione di un idrovolante CANT Z.501 Gabbiano. Il 19 agosto fu assegnato al neocostituito No.274 Squadron RAF interamente dotato dei caccia Hurricane Mk.I, e posto al comando di Patrick Dunn. Il 29 novembre fu insignito della Distinguished Flying Cross, e il 9 dicembre contribuì alla distruzione di quattro bombardieri Savoia-Marchetti S.79 Sparviero, abbattendo nel contempo un caccia C.R.42. Il 15 dicembre 1940 abbatté un  caccia C.R.42, e il 16 dello stesso mese un bombardiere S.79 Sparviero. Il 5 gennaio 1941 distrusse un S.79 Sparviero del 34° Stormo B.T. A sud-ovest di Tobruk, rivendicando anche un altro S.79 che gli fu attribuito come probabile. Il 17 gennaio distrusse un aereo da trasporto Savoia-Marchetti S.M.82 Marsupiale  a sud-ovest di Tobruk. Assegnato al No.73 Squadron RAF come comandante, partecipò subito alla difesa di Tobruk, assediata dalle forze italo-tedesche, e il 23 aprile abbatté due aerei della Luftwaffe, un caccia Messerschmitt Bf 109 e un bombardiere in picchiata Junkers Ju 87 Stuka, mentre il 25 maggio danneggiò un bombardiere Junkers Ju 88.
Nel novembre 1941 divenne Wing Commander Fighters, Western Desert, ma nel febbraio 1942 fu inviato negli Stati Uniti d'America come istruttore per il combattimento aereo. Rientrò nel Regno Unito a maggio, assumendo il comando del No.257 Squadron RAF, che si convertì dagli Hurricane agli Hawker Typhoon Mk.I durante il mese di luglio. In novembre, tuttavia, assunse il comando del No.23 Squadron RAF equipaggiato con i caccia notturni De Havilland DH.98 Mosquito NF Mk.II, guidando l'unità a Malta a fine dicembre per iniziare le operazioni sulla Sicilia. Durante il suo servizio nel No.23 Squadron RAF, il suo navigatore era il sottotenente di bolo 116970 Geoffrey Ernest Palmer. Il 7 marzo 1943 distrusse uno Ju 88 su Catania, nella notte tra il 9 e il 10 aprile un aereo non identificato sempre su Catania, mentre nella notte tra il 19 e il 20 dello stesso mese danneggiò un idrovolante Dornier Do 24 a est di Siracusa.
Insignito del Distinguished Service Order, il 28 aprile 1943, mentre svolgeva esercizi fisici, si slogò un ginocchio e si ruppe la cartilagine, rendendo necessario un congedo per invalidità in Inghilterra. 
Dopo essersi ripreso, divenne Comandante di Settore a Kenley nel giugno del 1943, pilotando i Supermarine Spitfire.  Tuttavia, nel febbraio del 1944, dopo un periodo trascorso in un incarico di stato maggiore presso il Ministero dell'Aeronautica, tornò a volare sui cacciabombardieri Mosquito Mk.VI come comandante del No.140 Wing della 2nd Tactical Air Force.  Con il No.140 Wing guidò un attacco al quartier generale della Gestapo a Bonncuil Matours il 14 luglio 1944, seguito da un attacco simile al quartier generale di Aarhus in Danimarca il 31 ottobre, per il quale fu insignito dell'Ordine del Dannebrog.  Avrebbe anche aggiunto una Bar alla sua DSO durante l'ultimo mese. 
Nel dicembre 1944 passò allo Stato Maggiore Operativo del No.2 Group, 2nd Tactical Air Force. Al termine del conflitto era accreditato di 14 vittorie accertare e tre condivise. Dopo aver frequentato il corso del RAF Staff College nel 1945, fu inviato all'Experimental Establishment di Farnborough, dove, in qualità di pilota collaudatore, svolse un ruolo fondamentale nel pilotaggio e nella valutazione delle prime e spesso pericolose generazioni di velivoli a reazione.
Nel 1950 fu distaccato presso l'USAF in Corea, dove effettuò sette missioni notturne di penetrazione a bassa quota a bordo dei Douglas A-26 Invader del 90th Bomber Group dell'USAF, e gli fu conferita l'Air Medal. 
Successivamente comandò le stazioni della RAF di North Weald e Wattisham, dal 1951 al 1953, e prestò servizio come assistente capo di stato maggiore (operazioni) presso il quartier generale delle Forze Aeree Alleate in Europa Centrale della NATO, dal 1953 al 1956.
Andò poi a unirsi allo Stato Maggiore della RAF (operazioni) presso il quartier generale del Fighter Command nel 1956 e divenne Director of Fighter & Theatre Air Force Operations  nel 1958. Prestò servizio come ufficiale comandante del No. 38 Group RAF dal 1960, direttore dello Stato Maggiore Congiunto (Joint Warfare Staff) dal 1962, comandante dell'Aeronautica militare dell'Estremo Oriente dal 1964 e vice capo di stato maggiore dell'aeronautica dal 1967 prima di andare in pensione nel 1969. Si spense a Stockbridge, Hampshire, il 23 febbraio 1995,

## Pubblicazioni
- Fighter Command. A Study of Air Defence 1914–1960, Putnam, London, 1960.
- Santos-Dumont: A Study in Obsession, Putnam, London, 1962.

### Annotazioni
1. ↑  L'abbattimento di un altro caccia Fiat C.R.42 gli fu attribuito come probabile.
2. ↑  Secondo fonti della Regia Aeronautica si trattava di un aereo ambulanza Savoia-Marchetti S.81 Pipistrello della 5ª Squadra aerea che fu deliberatamente abbattuto nonostante avesse le insegne della Croce Rossa, con la perdita del pilota, di un ufficiale medico e di quattro membri dell'equipaggio.

### Fonti
1. 1 2 3 4 5 6 7 8 9 10 11 12 13 14 15  Surfcity.
2. 1 2 3 4 5 6 7  The Independent.
3. 1 2 3 4 5 6 7 8 9 10 11 12 13 14 15  Rafweb.
4. ↑  Thomas 2013, p. 77.